# Der Herrenfahrer

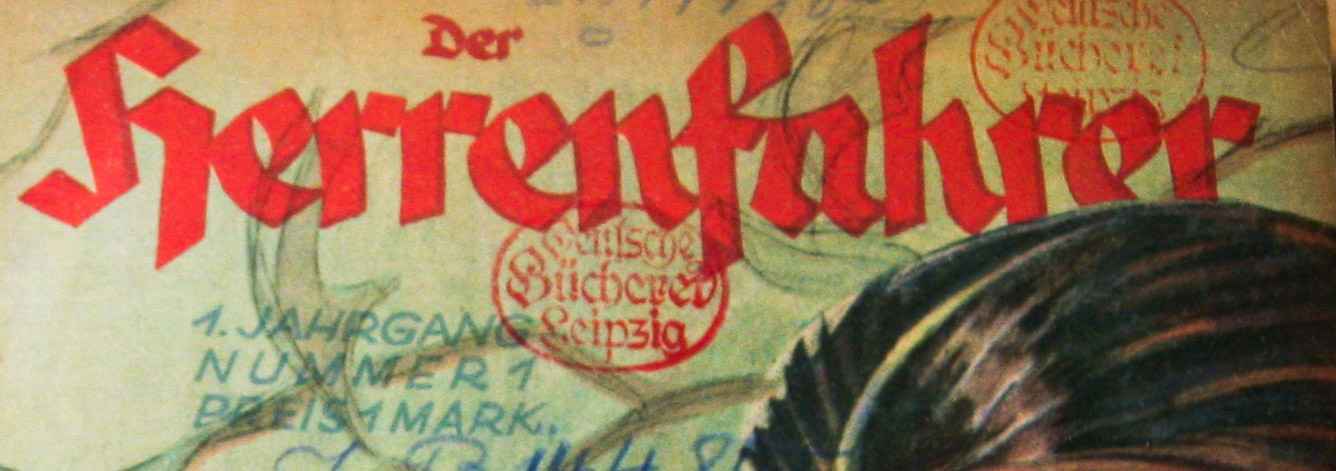
Schriftzug der Erstausgabe vom Januar 1924, mit Bibliotheksstempel

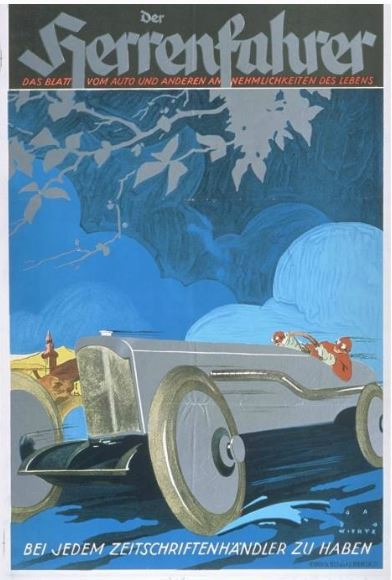
Werbeplakat sowie Titelblatt von Ausgabe 3/1924. Grafik: Jupp Wiertz

Der Herrenfahrer war der Titel einer deutschen Zeitschrift für Autofahrer. Sie erschien von 1924 bis 1928.

## Geschichte und Inhalt
Der Almanach-Kunstverlag Berlin startete den Herrenfahrer im Januar 1924 unter der Leitung von Egon H. Straßburger und Wilhelm Kirchner. Das Blatt verstand sich als offizielles Organ des Motorradclubs von Deutschland MvD und trug den Untertitel Das Blatt vom Auto und anderen Annehmlichkeiten des Lebens. Wie viele, vor allem englische, Zeitschriften zuvor versuchte Der Herrenfahrer, dem in Sachen Straßenverkehr und Technik erfahrenen Motorradfahrer den Umstieg auf das Automobil schmackhaft zu machen.
Der Titel der Zeitschrift spielte mit dem Begriff des Herrenfahrers als Chauffeur des eigenen Wagens. Ein Jahrzehnt zuvor waren Autos so störungsanfällig gewesen, dass diejenigen, die sich die Gefährte leisten konnten, einen Chauffeur, eben den „Herrenfahrer“, einstellten, der sie herumfuhr, die Anlasserkurbel betätigte, Reifen wechselte und sich beim häufigen Ölnachfüllen und Schmieren die Hände schmutzig machte. In den 1920er Jahren wurden die Autos technisch zuverlässiger und das Zeitalter des Autobesitzers, der selbst fuhr, also sein eigener Herr war, brach an. Diese selbstbestimmten Fahrer waren die Zielgruppe der Zeitschrift.
Die erste Ausgabe umfasste knapp 70 Seiten und enthielt neben zahlreichen Werbeanzeigen Artikel über Auto- und Motorradrennen, Autohersteller, Automode, die Technik des Kompressormotors sowie eine Glosse über Frauen am Steuer. Das Titelblatt war in allen Ausgaben als vierfarbige Skizze angelegt und zeigte in der ersten einen Mann am Steuer eines offenen Wagens, beide Hände fest am Lenkrad. Bereits in dieser Ausgabe fanden sich mehrere Schwarzweißfotografien, deren Anzahl im Laufe der Jahre zunahm. Auch Rätselecken rund um das Automobil kamen hinzu. Motorräder spielten noch in den letzten Ausgaben eine Rolle.
Die monatliche Erscheinungsweise erlaubte es der Redaktion, relativ aktuell auf Entwicklungen zu reagieren. So berichtet beispielsweise die Rubrik „Kleine Rundschau“ in der Juli-1927-Ausgabe in Form von Kurzmeldungen über
- die Eröffnung der Bodenseefähre für Autos
- 47.000 Meilen betonierte Straßen in den USA
- wegen zu hoher Steuer rückläufigen Autozulassungen in Wien
- das erste Auto-Hotel, 7 Stockwerke hoch, in Oklahoma City
- und die Anwendung von Verkehrsgesetzen auch auf Fußgänger in Paris.

Die Anmutung und grafische Gestaltung der Hefte war modern und stark im Jugendstil verankert. Viele Texte des redaktionellen Teils wiesen weit in die Zukunft, wie etwa ein Artikel in der Ausgabe 1/1927 über den Fahrtrichtungsanzeiger, der damals noch lange keinem Standard folgte.
Ab der Nummer vom Mai 1926 ging Der Herrenfahrer an den Verlag Hermann Meister in Heidelberg über. Im Mai 1928 wurde sein Erscheinen eingestellt. Die Gründe dafür sind unbekannt.